# Will You Be There
"Will You Be There" је песма Мајкла Џексона издата као сингл 1993. године.
Песма је са албума Dangerous. Налази се на списку песама за филм Слободни Вили.
Џексона је оптужио италијански извођач Ал Бано за плагијаризам његове песме "I cigni di Balaka". Италијанско правосуђе се изјаснило да су ове две, веома сличне, песме инспирисане традиционалном индијском песмом.

## Позиције
| Чарт                                       | Највиша позиција |
| ------------------------------------------ | ---------------- |
| САД                                        | 7                |
| САД- листа ритам и блуз и хип-хоп синглова | 53               |
| САД- листа иновативних синглова            | 5                |